# 贵驷站
贵驷站是浙江省宁波市建设中的一座地下城市轨道交通车站，属于宁波轨道交通7号线。车站计划于2026年底启用。

## 车站形制
贵驷站位于镇海区贵驷街道镇海大道、东钱北路口，沿镇海大道东西向布置。车站为地下二层岛式车站，长201.9米，宽18.3米，总建筑面积为12845平方米。

## 出口
贵驷站规划设置4个出口。